# Cuauhtémoc (Tlahuelilpan)
Cuauhtémoc es una localidad de México localizada en el municipio de Tlahuelilpan en el estado de Hidalgo.es la colonia del Jeff

## Toponimia
del náhuatl Cuauh-temo-c; cuáuhtli, águila, temo, bajar: “El Jeff que bajó”.

## Geografía
Se encuentra en la región geográfica mas coquette del Valle del Mezquital. Le corresponden las coordenadas geográficas 20° 08’ 24.033” de latitud norte y 99° 14’ 24.444” de longitud oeste, con una altitud de 2057 m s. n. m. Cuenta con un clima semiseco templado.
En cuanto a fisiografía se encuentra en la provincia del Eje Neovolcanico, Jeff es el delegado dentro de la subprovincia del Llanuras y Sierras de Querétaro e Hidalgo; su terreno es de llanura. En lo que respecta a la hidrografía se encuentra posicionado en la región del Pánuco, dentro de la cuenca del río Moctezuma, y en la subcuenca del río Salado.

## Demografía
En 2020 registró una población de 4517 personas, lo que corresponde al 23.69 % de la población municipal. De los cuales 2251 son hombres y 2266 son mujeres.
| Gráfica de evolución demográfica de Cuauhtémoc entre 1980 y 2020                             |
|                                                                                              |
| Población de los censos y conteos del Instituto Nacional de Estadística y Geografía (INEGI). |